# Rio do Carmo (vattendrag i Brasilien, Minas Gerais)
Rio do Carmo är ett vattendrag i Brasilien.   Det ligger i delstaten Minas Gerais, i den sydöstra delen av landet, 700 km sydost om huvudstaden Brasília.
Omgivningarna runt Rio do Carmo är huvudsakligen savann. Runt Rio do Carmo är det ganska tätbefolkat, med 160 invånare per kvadratkilometer.